# Andreï Ivanov (basket-ball)
Pour les articles homonymes, voir Andreï Ivanov.
Andreï Ivanov (en russe : Андрей Александрович Иванов), né le 21 avril 1984, à Rjavki, dans la République socialiste fédérative soviétique de Russie (Union soviétique), est un joueur russe de basket-ball. Il évolue au poste d'ailier.